# 阿塞拜疆航空217号班机空难
2005年12月23日，阿塞拜疆航空217号班机自该国首都巴库的盖达尔·阿利耶夫国际机场起飞，于当地时间22时40分许坠毁于里海附近，机上23人（5名机组成员和18名乘客）全部丧生。

## 事故过程
涉事班机为乌克兰安东诺夫国营公司生产的An-140-100型。该班机于当地时间22时20分起飞，数分钟后飞至里海上空，此时机组报告发动机出现故障。机组试图返回巴库机场，但飞机于起飞后大约20分钟后从雷达画面上消失，最终在里海湖岸失事，残骸散落在约1.5公里的范围。机上无人生还。

## 事后调查

### 遇难者国籍
据当地官员的消息，事发时机上23名司乘人员中有5名哈萨克斯坦公民，1名澳大利亚人，1名格鲁吉亚人和1名土耳其人。有非官方报道指遇难者中还有1名英国人。

### 事故原因
调查发现失事客机的陀螺地平仪可能存在问题，系客机在制造过程中混入了不达标的零件所致。此外事发时天降大雨、云层低密，也是事故发生的原因之一。之后，阿塞拜疆航空停飞了旗下所有的An-140型客机。在当时，本次空难是该机型死亡数第二的事故，之后在2014年被塞博汉航空5915号班机空难（死亡40人）超过。